# Microlaimus globiceps
Microlaimus globiceps is een rondwormensoort uit de familie van de Microlaimidae. De wetenschappelijke naam van de soort is voor het eerst geldig gepubliceerd in 1880 door de Man.